# Epeira viridina
Epeira viridina är en spindelart som beskrevs av Arthur Urquhart 1893. Epeira viridina ingår i släktet Epeira, ordningen spindlar, klassen spindeldjur, fylumet leddjur och riket djur. Inga underarter finns listade i Catalogue of Life.